# Sophronica mirei
Sophronica mirei är en skalbaggsart som beskrevs av Stefan von Breuning och Jean François Villiers 1960. Sophronica mirei ingår i släktet Sophronica och familjen långhorningar. Inga underarter finns listade i Catalogue of Life.